# Коронация на монарха на Унгария
Коронацията на монарха на Унгария е политически обичай, според който кралят или кралицата на Унгария са формално короновани и обличани в регалии (кралски дрехи). Притежава сходство с коронационните церемонии, типични за други европейски монархии. В Унгария коронацията е процес, без който кралството остава в междувластие (интерегнум). Това е различно от Франция и Англия, където царуването на краля започва веднага след смъртта на предшественика му.
В Средновековието всички унгарски коронации се провеждат в Базиликата „Св. Стефан“. Там е погребан първият коронован владетел на Унгария, а именно - Свети Стефан I. Архиепископът на Естергом помазва краля или кралицата (въпреки че Епископът на Веспрем заявява своето право да коронова съпругата-кралица). Архиепископът полага Свещената корона на Унгария и мантията на Свети Стефан върху помазаника. Кралят получава скиптър и меч, което е символ на военната сила.
При възкачването на престола, новокоронованият крал дава традиционната коронационна клетва и обещава да почита правата на народа си. Архиепископът на Естергом отказва да ръководи коронации три пъти; в тези особени случаи Архиепископът на Калоча, който е втори по власт прелат, извършва коронацията. Други представители на духовенството и аристокрацията също играят определени роли; от повечето участници в церемонията се иска да са облечени в церемониални униформи или роби. Обичаят е посетен от други правителствени лица и гости, вкл. представители на чуждоземни държави.